# Billy Hamilton (Fußballspieler)
William Robert „Billy“ Hamilton (* 9. Mai 1957 in Belfast) ist ein ehemaliger nordirischer Fußballspieler und -trainer. Der Stürmer war vor allem für seine Zeit beim englischen Klub FC Burnley und danach bei Oxford United bekannt, wobei er in Oxford auch in der höchsten englischen Spielklasse unterwegs war. Darüber hinaus absolvierte er 41 A-Länderspiele zwischen 1979 und 1986 für die nordirische Nationalmannschaft und war Teil des Kaders der WM-Endrunde 1982 in Spanien und der WM-Endrunde 1986 in Mexiko. Dabei kam er in allen acht Endrundenspielen für Nordirland zum Einsatz und schoss 1982 gegen Österreich zwei Tore.

## Sportlicher Werdegang

### Karrierebeginn in Nordirland und Wechsel nach England
Hamilton wurde Gilhahirk, einem östlichen Stadtteil von Belfast, geboren und schloss sich im Alter von 16 Jahren dem Linfield FC an. In seiner ersten Saison 1976/77 traf der junge Stürmer acht Mal, bevor er 17 Tore in der Spielzeit 1977/78 zum Gewinn der nordirischen Meisterschaft, des Pokals und des Ulster Cups beitrug. Damit katapultierte er sich auch in die nordirische U21-Auswahl und war im März 1978 vertreten gegen die Republik Irland (1:1). Direkt nach dem 2:1-Finalsieg im nordirischen Pokal gegen Ballymena United meldete der englische Erstligist Queens Park Rangers mit einem Transferangebot in Höhe von 25.000 Pfund Interesse an ihm an und innerhalb von zwei Wochen nach Vertragsunterzeichnung und sogar vor der ersten Partie für „QPR“ bestritt er am 13. Mai 1978 gegen Schottland (1:1) per Einwechslung für Trevor Anderson sein erstes A-Länderspiel.
Seine erste Spielzeit 1978/79 in London verlief für Hamilton enttäuschend. Er absolvierte nur zwölf Ligapartien, schoss dabei zwei Tore und musste den Abstieg in die zweite Liga hinnehmen. In der folgenden Saison 1979/80 war der junge Clive Allen der unumstrittene Star in der Mannschaft, der zudem später Torschützenkönig der Second Division wurde. Als dann der Zweitligakonkurrent und Abstiegskandidat FC Burnley 38.000 Pfund für Hamilton bot, wurde man sich schnell handelseinig. 

### FC Burnley und Oxford United
Mit gerade einmal sieben Toren wurde Hamilton dann noch vereinsintern der treffsicherste Spieler, konnte aber auch den Abstieg seines neuen Klubs in die Drittklassigkeit nicht mehr verhindern. Zum Ende der Spielzeit nominierte ihn Nordirlands Trainer Billy Bingham für die drei Spiele in der British Home Championship und dieser konnte mit einem eigenen Tor zum 1:0-Sieg gegen Schottland maßgeblich zum Gewinn der Trophäe beitragen. Zurück in der dritten englischen Liga begann Hamilton ein effektives Sturmduo mit Steve Taylor zu bilden. Dabei schoss Hamilton zwar bescheidene neun Tore, legte aber gleich 16 Treffer für Taylor auf. In der Saison 1981/82 war Hamilton Burnleys Toptorjäger und sicherte mit der Drittligameisterschaft für die Rückkehr in die Zweitklassigkeit. Damit empfahl er sich nachhaltig für die Nominierung in den nordirischen Kader für die WM-Endrunde 1982 in Spanien, nachdem er mit einer Ausnahme alle Partien in der vorherigen Qualifikation bestritten hatte – dazu zählte ein wichtiger Treffer zum 1:1-Remis gegen Schottland. In Spanien legte er das Tor von Gerry Armstrong zum überraschenden 1:0-Sieg gegen den Gastgeber auf und traf in der anschließenden Zwischenrunde gleich zweimal zum 2:2 gegen Österreich.
Von der Weltbühne zurück in die zweite englische Liga verbesserte Hamilton in der Saison 1982/83 seinen persönlichen Rekord in England mit 13 Toren, die jedoch wieder nicht für den Klassenerhalt genügten. Seine Motivation litt darunter nicht und obwohl sich Burnley nur im Mittelfeld der dritten Liga einsortierte, steigerte er sich noch einmal mit 18 Treffern. Im Sommer 1984 ließ ihn der Verein dann für 95.000 Pfund zu Oxford United ziehen, das als Drittligameister gerade in die zweithöchste Spielklasse aufgestiegen war. Bei Oxford fand Hamilton mit John Aldridge auf Anhieb einen optimalen Sturmpartner und das Duo sorgte für den direkten Durchmarsch in die erste Liga als Zweitligameister (zum ersten Mal in der Vereinsgeschichte). Dabei war Hamiltons Knieverletzung aus der Viertrundenpartie im FA Cup gegen die Blackburn Rovers (0:1) dafür verantwortlich, dass er in der entscheidenden Phase oft fehlte und sich dann auch in der Erstligasaison 1985/86 nur selten zeigen konnte. Auch fehlte er im Endspiel des Ligapokals, das Oxford gegen seinen Ex-Klub Queens Park Rangers mit 3:0 gewann.

### Verletzungssorgen und Übergang ins Trainerfach
Die Verletzungssorgen begannen seinen weiteren Karriereverlauf zu überschatten und bei der erneut erfolgreichen WM-Qualifikation für die Endrunde 1986 in Mexiko war er Hamilton nur in zwei Länderspielen dabei gewesen. Für das Turnier selbst konnte er sich zwar mit harter Arbeit in den Kader kämpfen, benötigte dabei aber sowohl in Burnley als auch bei Trainer Bingham Überzeugungsarbeit. In der ersten Partie gegen Algerien (1:1) stand Hamilton in der Startelf, aber für die beiden anschließenden Partien wurde ihm der jüngere und fittere Colin Clarke vorgezogen. Sowohl gegen Spanien (1:2) als auch Brasilien (0:3) wurde er eingewechselt. Die Partie gegen Brasilien markierte gleichsam das Aus für Nordirland und das 41. und letzte Länderspiel für Hamilton. Die lang anhaltenden Knieprobleme sorgten nur kurze Zeit später für das faktische Ende seiner Profilaufbahn. Sein letzter Auftritt in der ersten Liga war am 11. Oktober 1986 für Oxford gegen Coventry City (2:0). Nach zwei weiteren Monaten als Scout nahm er ein Angebot aus Irland an, um dort den Erstligisten Limerick City zu trainieren. Obwohl er durch seine Knieverletzung Fußball nicht mehr auf höchstem Niveau spielen konnte, genügte es für die deutlich weniger anspruchsvolle League of Ireland in der Saison 1988/89 und 21 Treffer als Torschützenkönig. Kurz nach Beginn der folgenden Spielzeit 1989/90 verkündete er überraschend seinen Rücktritt in Limerick.
Im Dezember 1989 wurde Hamilton Trainer des nordirischen Erstligisten Lisburn Distillery. Zum Ende der Saison 1989/90 reaktivierte er seine Spielerlaufbahn und schoss im weiteren Verlauf 33 Tore in 72 Spielen, bevor er nun endgültig den Knieproblemen Tribut zollte und im Februar 1992 die Fußballschuhe an den Nagel hängte. Als Trainer blieb er dem Klub bis Februar 1996 treu und gewann auf dem Weg dorthin den Gold Cup in der Saison 1993/94. Nach einer kurzen Stippvisite im Jahr 1998 zum Glenavon FC beendete Hamilton auch seine Trainerlaufbahn.

## Titel/Auszeichnungen
- Nordirische Meisterschaft (1): 1977/78
- Nordirischer Pokal (1): 1977/78
- Ulster Cup (1): 1977/78
- British Home Championship (2): 1979/80, 1983/84
- Englischer Ligapokal (1): 1985/86 (ohne Finaleinsatz)
- PFA Team of the Year (2): 1983/84 (3. Liga), 1984/85 (2. Liga)
- Torschützenkönig League of Ireland (1): 1988/89
- Munster Senior Cup (1): 1988/89
- Gold Cup (1): 1993/94